# Tiro nos Jogos Olímpicos de Verão de 1896 - Pistola tiro rápido 25 m
A Pistola tiro rápido 25m masculina foi um dos cinco eventos do tiro esportivo nos Jogos Olímpicos de Verão de 1896. Com a desclassificação dos irmãos John e Sumner Paine (por usarem armas fora das especificações), apenas quatro atiradores participaram da prova. Três nações foram representadas. Cada atirador teve cinco conjuntos de seis tiros a uma distância de 25m. A prova aconteceu no dia 11 de abril.

## Resultados
| Pos. | Atirador                | Escore       | Alvos atingidos |
| ---- | ----------------------- | ------------ | --------------- |
|      | GRE Ioannis Frangoudis  | 344          | 23              |
|      | GRE Georgios Orphanidis | 249          | 20              |
|      | DEN Holger Nielsen      | Desconhecido | Desconhecido    |
| –    | GBR Sidney Merlin       | DNF          | DNF             |

- DNF: Não completou a prova.